# Società Sportiva Lazio 2019-2020
Questa voce raccoglie le informazioni riguardanti la Società Sportiva Lazio nelle competizioni ufficiali della stagione 2019-2020.

## Stagione
La stagione 2019-2020 è stata la 77ª in Serie A della Lazio. Dopo un inizio altalenante con buoni risultati alternati a due sconfitte, contro la SPAL e contro l'Inter, la partita contro l'Atalanta segna la svolta del campionato dei biancocelesti: sotto 3 a 0 alla fine del primo tempo, la squadra riesce a recuperare e raggiungere il pareggio sul 3 a 3. Dopo quella partita sono arrivati 21 risultati utili consecutivi, con 11 vittorie consecutive, record nella storia del club, che portano la squadra a occupare stabilmente il secondo posto in classifica alle spalle della Juventus. Nel contempo le prestazioni deludenti in Europa League segnano l'eliminazione della squadra nella fase a gironi, mentre la corsa in Coppa Italia si arresta ai quarti di finale contro il Napoli. Il 22 dicembre 2019 però, dopo essersi imposta per 3 a 1 sulla Juventus in campionato quindici giorni prima, la Lazio si ripete con lo stesso risultato in Supercoppa italiana, aggiungendo così la quinta Supercoppa al suo palmarès. Con l'interruzione del campionato per la pandemia di COVID-19 del 2020 in Italia si interrompe anche la striscia di risultati utili: alla ripresa del campionato a giugno, infatti, arriva una sconfitta per 3 a 2 in rimonta proprio dell'Atalanta, e ne segue un periodo di calo fisico in cui, complice l'assenza di calciatori titolari come Senad Lulić, Lucas Leiva e Joaquín Correa, arrivano altre 4 sconfitte, 3 delle quali consecutive, contro Milan, Sassuolo, Lecce e Juventus. Il calo di risultati porta i biancocelesti a scalare al quarto posto, che raggiungono matematicamente con la vittoria per 2 a 1 contro il Cagliari alla 35ª giornata, risultato che permette ai biancocelesti di tornare ai gironi di UEFA Champions League a distanza di 13 anni dall'ultima volta.

## Divise e sponsor
Lo sponsor ufficiale per la stagione 2019-2020 non è previsto, anche se in occasione della finale di Supercoppa italiana Juventus-Lazio del 22 dicembre 2019 campeggia sulle maglie laziali “Lazio Eternal Wonders”. Dalla 27ª giornata di campionato è presente lo sleeve sponsor Frecciarossa, che in occasione di Lazio-Roma del 1º settembre 2019 e Lazio-Juventus del 7 dicembre 2019 è invece Paideia.
| Casa | Casa (37ª Serie A) | Trasferta | Terza divisa | Terza divisa (38ª Serie A) | 120 anni |

## Organigramma societario
Area direttiva
Consiglio di gestione
- Presidente: Claudio Lotito
- Consigliere: Marco Moschini

Consiglio di sorveglianza
- Vicepresidente: Alberto Incollingo
- Consiglieri: Fabio Bassan, Mario Cicala, Vincenzo Sanguigni, Monica Squintu, Silvia Venturini

Area organizzativa
- Direttore Sportivo: Igli Tare
- Club Manager: Angelo Peruzzi
- Segretario Generale: Armando Antonio Calveri
- Direzione Amm.va e Controllo di Gestione / Investor Relator: Marco Cavaliere
- Direzione Legale e Contenziosi: Francesca Miele
- Direzione Organizzativa Centro Sportivo di Formello, Uffici, Country Club, Stadio: Giovanni Russo
- S.L.O. / Supporter Liaison Officer: Giampiero Angelici
- D.A.O. / Disability Access Officer: Giampiero Angelici
- Delegato Sicurezza Stadio/R.S.P.P.: Sergio Pinata
- Responsabile Biglietteria: Angelo Cragnotti
- Direzione Settore Giovanile: Mauro Bianchessi
- Segretario Settore Giovanile: Giuseppe Lupo

Area marketing
- Coordinatore Marketing, Sponsorizzazioni ed Eventi: Marco Canigiani
- Area Marketing: Massimiliano Burali d'Arezzo, Laura Silvia Zaccheo
- Area Licensing e Retail: Valerio D'Attilia

Area comunicazione
- Responsabile della Comunicazione: Arturo Diaconale
- Direttore Ufficio Stampa, Canale Tematico, Radio, Rivista e Area Digitale: Stefano De Martino

Area tecnica
- Allenatore: Simone Inzaghi
- Allenatore in seconda: Massimiliano Farris
- Analista: Enrico Allavena
- Preparatore dei portieri: Adalberto Grigioni
- Preparatore atletico: Fabio Ripert
- Collaboratori preparatore atletico: Adriano Bianchini, Alessandro Fonte, Claudio Spicciariello
- Team Manager: Stefan Derkum, Maurizio Manzini
- Collaboratori tecnici: Mario Cecchi, Ferruccio Cerasaro, Riccardo Rocchini
- Collaboratore preparatore dei portieri: Gianluca Zappalà
- Magazzinieri: Mauro Patrizi, Stefano Delle Grotti, Walter Pela

Area sanitaria
- Direttore sanitario: dott. Ivo Pulcini
- Coordinatore staff medico e consulente ortopedico: dott. Fabio Rodia
- Medici sociali: dott.i Claudio Meli, Michele Morelli
- Osteopata: dott. Maurizio Brecevich
- Fisioterapisti: Christian Marsella, Giorgio Gasparini, Fabrizio Laugeni, Mario Alex Maggi, Luca Zampa
- Struttura Sanitaria di riferimento: Paideia

## Rosa
Rosa e numerazione sono aggiornate al 1º agosto 2020.
| N. |                                 | Ruolo | Calciatore                   |
| -- | ------------------------------- | ----- | ---------------------------- |
| 1  | Albania (bandiera)              | P     | Thomas Strakosha             |
| 3  | Brasile (bandiera)              | D     | Luiz Felipe                  |
| 4  | Spagna (bandiera)               | D     | Patric                       |
| 5  | Belgio (bandiera)               | D     | Jordan Lukaku                |
| 6  | Brasile (bandiera)              | C     | Lucas Leiva                  |
| 7  | Kosovo (bandiera)               | C     | Valon Berisha                |
| 8  | Paesi Bassi (bandiera)          | C     | Djavan Anderson              |
| 10 | Spagna (bandiera)               | C     | Luis Alberto                 |
| 11 | Argentina (bandiera)            | A     | Joaquín Correa               |
| 13 | Italia (bandiera)               | D     | Nicolò Armini                |
| 14 | Danimarca (bandiera)            | D     | Riza Durmisi                 |
| 15 | Angola (bandiera)               | D     | Bastos                       |
| 16 | Italia (bandiera)               | C     | Marco Parolo (vice-capitano) |
| 17 | Italia (bandiera)               | A     | Ciro Immobile                |
| 19 | Bosnia ed Erzegovina (bandiera) | C     | Senad Lulić (capitano)       |
| 20 | Ecuador (bandiera)              | A     | Felipe Caicedo               |
| 21 | Serbia (bandiera)               | C     | Sergej Milinković-Savić      |

| N. |                        | Ruolo | Calciatore       |
| -- | ---------------------- | ----- | ---------------- |
| 22 | Spagna (bandiera)      | C     | Jony             |
| 23 | Italia (bandiera)      | P     | Guido Guerrieri  |
| 24 | Belgio (bandiera)      | P     | Silvio Proto     |
| 26 | Romania (bandiera)     | D     | Ștefan Radu      |
| 27 | Argentina (bandiera)   | D     | Tiago Casasola   |
| 28 | Italia (bandiera)      | C     | André Anderson   |
| 29 | Italia (bandiera)      | C     | Manuel Lazzari   |
| 32 | Italia (bandiera)      | C     | Danilo Cataldi   |
| 33 | Italia (bandiera)      | D     | Francesco Acerbi |
| 34 | Paesi Bassi (bandiera) | A     | Bobby Adekanye   |
| 49 | Portogallo (bandiera)  | D     | Jorge Silva      |
| 52 | Italia (bandiera)      | D     | Luca Falbo       |
| 58 | Camerun (bandiera)     | C     | Joseph Minala    |
| 65 | Spagna (bandiera)      | A     | Raúl Moro        |
| 77 | Montenegro (bandiera)  | D     | Adam Marušić     |
| 93 | Slovacchia (bandiera)  | D     | Denis Vavro      |

## Calciomercato

### Sessione estiva(dall'1/7 al 2/9)
| Acquisti         | Acquisti            | Acquisti           | Acquisti                                             |
| R.               | Nome                | da                 | Modalità                                             |
| ---------------- | ------------------- | ------------------ | ---------------------------------------------------- |
| D                | Tiago Casasola      | Salernitana        | fine prestito                                        |
| D                | Denis Vavro         | Copenaghen         | definitivo (10,5 milioni € + 1,5 milioni € di bonus) |
| C                | André Anderson      | Salernitana        | fine prestito                                        |
| C                | Djavan Anderson     | Salernitana        | fine prestito                                        |
| C                | Jony                | Malaga             | definitivo (1,4 milioni €)                           |
| C                | Manuel Lazzari      | SPAL               | definitivo (13,7 milioni € + 1,5 milioni € di bonus) |
| A                | Bobby Adekanye      | -                  | svincolato                                           |
| Altre operazioni |                     |                    |                                                      |
| R.               | Nome                | da                 | Modalità                                             |
| P                | Marius Adamonis     | Casertana          | fine prestito                                        |
| P                | Ivan Vargić         | Anorthōsis         | fine prestito                                        |
| D                | Martín Cáceres      | Juventus           | fine prestito                                        |
| D                | Lorenzo Filippini   | Cavese             | fine prestito                                        |
| D                | Luca Germoni        | Virtus Entella     | definitivo                                           |
| D                | Andreas Karō        | Apollōn Limassol   | definitivo (165000 €)                                |
| D                | Giorgio Spizzichino | Cuneo              | fine prestito                                        |
| C                | Daniel Bezziccheri  | Albissola          | fine prestito                                        |
| C                | Davide Di Gennaro   | Salernitana        | fine prestito                                        |
| C                | Patryk Dziczek      | Piast Gliwice      | definitivo (2,1 milioni €)                           |
| C                | Bruno Jordão        | Braga              | riscatto obbligatorio del cartellino (5,3 milioni €) |
| C                | Sofian Kiyine       | Chievo             | definitivo (1 milione €)                             |
| C                | Fabio Maistro       | Rieti              | definitivo (180000 €)                                |
| C                | Joseph Minala       | Salernitana        | fine prestito                                        |
| C                | Alessandro Murgia   | SPAL               | fine prestito                                        |
| A                | Cedric Gondo        | Rieti              | definitivo (130000 €)                                |
| A                | Ricardo Kishna      | ADO Den Haag       | fine prestito                                        |
| A                | Cristiano Lombardi  | Venezia            | fine prestito                                        |
| A                | Raúl Moro           | Barcellona B       | definitivo (6 milioni €)                             |
| A                | Pedro Neto          | Braga              | riscatto obbligatorio del cartellino (11 milioni €)  |
| A                | Simone Palombi      | Lecce              | fine prestito                                        |
| A                | Alessandro Rossi    | Venezia            | fine prestito                                        |
| A                | Mamadou Tounkara    | Zemplín Michalovce | fine prestito                                        |

| Cessioni         | Cessioni            | Cessioni      | Cessioni                                                            |
| R.               | Nome                | a             | Modalità                                                            |
| ---------------- | ------------------- | ------------- | ------------------------------------------------------------------- |
| D                | Dušan Basta         | -             | fine carriera                                                       |
| D                | Wallace             | Braga         | prestito con diritto di riscatto (25 milioni €)                     |
| C                | Milan Badelj        | Fiorentina    | prestito oneroso (700000 €) con diritto di riscatto (4,3 milioni €) |
| C                | Bruno Jordão        | Wolverhampton | definitivo (8,9 milioni €)                                          |
| C                | Rômulo              | Genoa         | fine prestito                                                       |
| A                | Pedro Neto          | Wolverhampton | definitivo (17,9 milioni €)                                         |
| Altre operazioni |                     |               |                                                                     |
| R.               | Nome                | a             | Modalità                                                            |
| P                | Marius Adamonis     | Catanzaro     | prestito                                                            |
| D                | Martín Cáceres      | -             | svincolato                                                          |
| D                | Nikolaos Mpaxevanos | Paniōnios     | prestito                                                            |
| D                | Lorenzo Filippini   | Gubbio        | definitivo                                                          |
| D                | Luca Germoni        | Juve Stabia   | definitivo con diritto di riacquisto                                |
| D                | Andreas Karō        | Salernitana   | prestito                                                            |
| D                | Giorgio Spizzichino | Pro Patria    | definitivo                                                          |
| C                | Madiu Bari          | Dornbirn      | prestito                                                            |
| C                | Daniel Bezziccheri  | Viterbese     | definitivo                                                          |
| C                | Davide Di Gennaro   | Juve Stabia   | prestito                                                            |
| C                | Patryk Dziczek      | Salernitana   | prestito oneroso (200000 €)                                         |
| C                | Sofian Kiyine       | Salernitana   | prestito                                                            |
| C                | Fabio Maistro       | Salernitana   | prestito                                                            |
| C                | Abukar Mohamed      | Karpaty       | prestito con diritto di riscatto                                    |
| C                | Alessandro Murgia   | SPAL          | definitivo (4 milioni € + 1 milione di € di bonus)                  |
| A                | Luan David Capanni  | -             | svincolato                                                          |
| A                | Cedric Gondo        | Salernitana   | prestito                                                            |
| A                | Cristiano Lombardi  | Salernitana   | prestito                                                            |
| A                | Simone Palombi      | Cremonese     | prestito con diritto di riscatto e controriscatto                   |
| A                | Alessandro Rossi    | Juve Stabia   | prestito con diritto di riscatto e controriscatto                   |
| A                | Mattia Sprocati     | Parma         | riscatto obbligatorio del cartellino (2,3 milioni €)                |
| A                | Mamadou Tounkara    | Viterbese     | definitivo (500000 €)                                               |

### Sessione invernale(dal 2/1 al 31/1)
| Acquisti         | Acquisti           | Acquisti         | Acquisti         |
| R.               | Nome               | da               | Modalità         |
| Altre operazioni | Altre operazioni   | Altre operazioni | Altre operazioni |
| R.               | Nome               | da               | Modalità         |
| ---------------- | ------------------ | ---------------- | ---------------- |
| P                | Marius Adamonis    | Catanzaro        | fine prestito    |
| C                | Emanuele Cicerelli | Salernitana      | definitivo       |
| C                | Biagio Morrone     | Salernitana      | definitivo       |

| Cessioni         | Cessioni           | Cessioni           | Cessioni                                       |
| R.               | Nome               | a                  | Modalità                                       |
| ---------------- | ------------------ | ------------------ | ---------------------------------------------- |
| D                | Tiago Casasola     | Cosenza            | prestito                                       |
| D                | Riza Durmisi       | Nizza              | prestito con diritto di riscatto (6 milioni €) |
| C                | Valon Berisha      | Fortuna Düsseldorf | prestito con diritto di riscatto (5 milioni €) |
| Altre operazioni |                    |                    |                                                |
| R.               | Nome               | a                  | Modalità                                       |
| P                | Marius Adamonis    | Sicula Leonzio     | prestito                                       |
| C                | Emanuele Cicerelli | Salernitana        | prestito                                       |
| C                | Biagio Morrone     | Rieti              | prestito                                       |

### Operazioni esterne alle sessioni
A causa della straordinarietà originata dalla emergenza COVID-19, la quale ha spostato le ultime giornate di campionato ad una data successiva al naturale termine della stagione sportiva, la FIGC è intervenuta per dettare le linee guida sui legami in scadenza il 30 giugno 2020, stabilendo che l’estensione al 31 agosto 2020 della durata del tesseramento a titolo temporaneo della stagione 2019-2020 deve essere pattuita fra le parti mediante sottoscrizione di apposito modulo federale con una trattativa privata.
| Acquisti         | Acquisti            | Acquisti         | Acquisti         |
| R.               | Nome                | da               | Modalità         |
| Altre operazioni | Altre operazioni    | Altre operazioni | Altre operazioni |
| R.               | Nome                | da               | Modalità         |
| ---------------- | ------------------- | ---------------- | ---------------- |
| D                | Nikolaos Mpaxevanos | Paniōnios        | fine prestito    |

| Cessioni         | Cessioni            | Cessioni         | Cessioni |
| R.               | Nome                | a                | Modalità |
| ---------------- | ------------------- | ---------------- | -------- |
| C                | Joseph Minala       | Qingdao Huanghai | prestito |
| Altre operazioni |                     |                  |          |
| R.               | Nome                | da               | Modalità |
| P                | Ivan Vargić         | Koper            | prestito |
| D                | Nikolaos Mpaxevanos | Botoșani         | prestito |

## Risultati

### Serie A

#### Girone di andata
| Arbitro: | Rocchi (Firenze) |

|  |           |                              |
|  | Marcatori | 37’, 62’ Immobile 56’ Correa |

| Arbitro: | Guida (Torre Annunziata) |

|                  |           |                    |
| Luis Alberto 59’ | Marcatori | 17’ (rig.) Kolarov |

| Arbitro: | Calvarese (Teramo) |

|                          |           |                     |
| Petagna 63’ Kurtić 90+2’ | Marcatori | 17’ (rig.) Immobile |

| Arbitro: | Abisso (Palermo) |

|                         |           |  |
| Immobile 8’ Marušić 67’ | Marcatori |  |

| Arbitro: | Maresca (Napoli) |

|                |           |  |
| D'Ambrosio 23’ | Marcatori |  |

| Arbitro: | Pairetto (Nichelino) |

|                                                       |           |  |
| Milinković-Savić 7’ Radu 40’ Caicedo 59’ Immobile 78’ | Marcatori |  |

| Arbitro: | Orsato (Schio) |

|                        |           |                   |
| Krejčí 21’ Palacio 31’ | Marcatori | 23’, 39’ Immobile |

| Arbitro: | Rocchi (Firenze) |

|                                              |           |                           |
| Immobile 69’ (rig.), 90+3’ (rig.) Correa 70’ | Marcatori | 23’, 28’ Muriel 37’ Gómez |

| Arbitro: | Guida (Torre Annunziata) |

|            |           |                         |
| Chiesa 28’ | Marcatori | 22’ Correa 89’ Immobile |

| Arbitro: | Orsato (Schio) |

|                                                        |           |  |
| Acerbi 25’ Immobile 33’, 70’ (rig.) Belotti 90’ (aut.) | Marcatori |  |

| Arbitro: | Calvarese (Teramo) |

|                   |           |                         |
| Bastos 28’ (aut.) | Marcatori | 25’ Immobile 83’ Correa |

| Arbitro: | Manganiello (Pinerolo) |

|                                                          |           |                            |
| Correa 30’, 80’ Milinković-Savić 62’ Immobile 78’ (rig.) | Marcatori | 40’ Lapadula 85’ La Mantia |

| Arbitro: | Chiffi (Padova) |

|            |           |                            |
| Caputo 45’ | Marcatori | 34’ Immobile 90+1’ Caicedo |

| Arbitro: | Di Bello (Brindisi) |

|                                                   |           |  |
| Immobile 9’, 36’ (rig.) Luis Alberto 45+1’ (rig.) | Marcatori |  |

| Arbitro: | Fabbri (Ravenna) |

|                                                      |           |             |
| Luiz Felipe 45+1’ Milinković-Savić 74’ Caicedo 90+5’ | Marcatori | 25’ Ronaldo |

| Arbitro: | Maresca (Napoli) |

|            |           |                                  |
| Simeone 8’ | Marcatori | 90+3’ Luis Alberto 90+8’ Caicedo |

| Roma 5 febbraio 2020, ore 20:45 CET 17ª giornata | Lazio            | 0 – 0 referto | Verona | Stadio Olimpico (44 500 spett.)\| Arbitro: \| Abisso (Palermo) \| |
| Arbitro:                                         | Abisso (Palermo) |               |        |                                                                   |

| Arbitro: | Manganiello (Pinerolo) |

|               |           |                            |
| Balotelli 18’ | Marcatori | 42’ (rig.), 90+1’ Immobile |

| Arbitro: | Orsato (Schio) |

|              |           |  |
| Immobile 82’ | Marcatori |  |

#### Girone di ritorno
| Arbitro: | Chiffi (Padova) |

|                                                            |           |             |
| Caicedo 7’ Immobile 17’ (rig.), 20’, 65’ (rig.) Bastos 54’ | Marcatori | 70’ Linetty |

| Arbitro: | Calvarese (Teramo) |

|           |           |            |
| Džeko 26’ | Marcatori | 34’ Acerbi |

| Arbitro: | Giua (Olbia) |

|                                                |           |               |
| Immobile 3’, 29’ Caicedo 16’, 38’ Adekanye 58’ | Marcatori | 65’ Missiroli |

| Arbitro: | Di Bello (Brindisi) |

|  |           |             |
|  | Marcatori | 41’ Caicedo |

| Arbitro: | Rocchi (Firenze) |

|                                          |           |           |
| Immobile 50’ (rig.) Milinković-Savić 69’ | Marcatori | 44’ Young |

| Arbitro: | Maresca (Napoli) |

|                                 |           |                                     |
| Cassata 57’ Criscito 89’ (rig.) | Marcatori | 2’ Marušić 51’ Immobile 71’ Cataldi |

| Arbitro: | Abisso (Palermo) |

|                             |           |  |
| Luis Alberto 18’ Correa 21’ | Marcatori |  |

| Arbitro: | Orsato (Schio) |

|                                          |           |                                        |
| Gosens 38’ Malinovs'kyj 66’ Palomino 80’ | Marcatori | 5’ (aut.) de Roon 11’ Milinković-Savić |

| Arbitro: | Fabbri (Ravenna) |

|                                      |           |            |
| Immobile 67’ (rig.) Luis Alberto 83’ | Marcatori | 25’ Ribéry |

| Arbitro: | Massa (Imperia) |

|                   |           |                         |
| Belotti 5’ (rig.) | Marcatori | 48’ Immobile 72’ Parolo |

| Arbitro: | Calvarese (Teramo) |

|  |           |                                                 |
|  | Marcatori | 23’ Çalhanoğlu 34’ (rig.) Ibrahimović 59’ Rebić |

| Arbitro: | Maresca (Napoli) |

|                         |           |            |
| Babacar 30’ Lucioni 47’ | Marcatori | 5’ Caicedo |

| Arbitro: | Di Bello (Brindisi) |

|                  |           |                            |
| Luis Alberto 33’ | Marcatori | 52’ Raspadori 90+1’ Caputo |

| Udine 15 luglio 2020, ore 21:45 CEST 33ª giornata | Udinese          | 0 – 0 referto | Lazio | Stadio Friuli (0 spett.)\| Arbitro: \| Abisso (Palermo) \| |
| Arbitro:                                          | Abisso (Palermo) |               |       |                                                            |

| Arbitro: | Orsato (Schio) |

|                         |           |                     |
| Ronaldo 51’ (rig.), 54’ | Marcatori | 83’ (rig.) Immobile |

| Arbitro: | Piccinini (Forlì) |

|                                   |           |             |
| Milinković-Savić 47’ Immobile 60’ | Marcatori | 45’ Simeone |

| Arbitro: | Volpi (Arezzo) |

|                    |           |                                                                          |
| Amrabat 38’ (rig.) | Marcatori | 45+6’ (rig.), 84’, 90+4’ (rig.) Immobile 56’ Milinković-Savić 63’ Correa |

| Arbitro: | Massimi (Termoli) |

|                         |           |  |
| Correa 17’ Immobile 82’ | Marcatori |  |

| Arbitro: | Calvarese (Teramo) |

|                                           |           |              |
| Ruiz 9’ Insigne 54’ (rig.) Politano 90+2’ | Marcatori | 22’ Immobile |

### Coppa Italia

#### Fase finale
| Arbitro: | Maggioni (Lecco) |

|                                                      |           |  |
| Patric 10’ Parolo 26’ Immobile 58’ (rig.) Bastos 89’ | Marcatori |  |

| Arbitro: | Massa (Imperia) |

|            |           |  |
| Insigne 2’ | Marcatori |  |

### UEFA Europa League

#### Fase a gironi
| Arbitro: | Stefański |

|                            |           |            |
| Deac 41’ (rig.) Omrani 75’ | Marcatori | 25’ Bastos |

| Arbitro: | Bojko |

|                                   |           |           |
| Milinković-Savić 63’ Immobile 75’ | Marcatori | 55’ Morel |

| Arbitro: | Bebek |

|                          |           |             |
| Christie 67’ Jullien 89’ | Marcatori | 40’ Lazzari |

| Arbitro: | Stieler |

|             |           |                          |
| Immobile 7’ | Marcatori | 38’ Forrest 90+5’ Ntcham |

| Arbitro: | Palabıyık |

|            |           |  |
| Correa 24’ | Marcatori |  |

| Arbitro: | Jovanović |

|                  |           |  |
| Gnagnon 31’, 87’ | Marcatori |  |

### Supercoppa Italiana
| Arbitro: | Calvarese (Teramo) |

|            |           |                                          |
| Dybala 45’ | Marcatori | 16’ Luis Alberto 73’ Lulić 90+4’ Cataldi |

## Statistiche

### Statistiche di squadra
| Competizione        | Punti | In casa | In casa | In casa | In casa | In casa | In casa | In trasferta | In trasferta | In trasferta | In trasferta | In trasferta | In trasferta | Totale | Totale | Totale | Totale | Totale | Totale | DR  |
| Competizione        | Punti | G       | V       | N       | P       | Gf      | Gs      | G            | V            | N            | P            | Gf           | Gs           | G      | V      | N      | P      | Gf     | Gs     | DR  |
| ------------------- | ----- | ------- | ------- | ------- | ------- | ------- | ------- | ------------ | ------------ | ------------ | ------------ | ------------ | ------------ | ------ | ------ | ------ | ------ | ------ | ------ | --- |
| Serie A             | 78    | 19      | 14      | 3       | 2       | 46      | 17      | 19           | 10           | 3            | 6            | 33           | 25           | 38     | 24     | 6      | 8      | 79     | 42     | +37 |
| Coppa Italia        | -     | 1       | 1       | 0       | 0       | 4       | 0       | 1            | 0            | 0            | 1            | 0            | 1            | 2      | 1      | 0      | 1      | 4      | 1      | +3  |
| Europa League       | 6     | 3       | 2       | 0       | 1       | 4       | 3       | 3            | 0            | 0            | 3            | 2            | 6            | 6      | 2      | 0      | 4      | 6      | 9      | -3  |
| Supercoppa italiana | -     | 0       | 0       | 0       | 0       | 0       | 0       | 1            | 1            | 0            | 0            | 3            | 1            | 1      | 1      | 0      | 0      | 3      | 1      | +2  |
| Totale              | -     | 23      | 17      | 3       | 3       | 54      | 20      | 24           | 11           | 3            | 10           | 38           | 33           | 47     | 28     | 6      | 13     | 92     | 53     | +39 |

### Andamento in campionato
| Giornata  | 1 | 2 | 3 | 4 | 5 | 6 | 7 | 8 | 9 | 10 | 11 | 12 | 13 | 14 | 15 | 16 | 17 | 18 | 19 | 20 | 21 | 22 | 23 | 24 | 25 | 26 | 27 | 28 | 29 | 30 | 31 | 32 | 33 | 34 | 35 | 36 | 37 | 38 |
| --------- | - | - | - | - | - | - | - | - | - | -- | -- | -- | -- | -- | -- | -- | -- | -- | -- | -- | -- | -- | -- | -- | -- | -- | -- | -- | -- | -- | -- | -- | -- | -- | -- | -- | -- | -- |
| Luogo     | T | C | T | C | T | C | T | C | T | C  | T  | C  | T  | C  | C  | T  | C  | T  | C  | C  | T  | C  | T  | C  | T  | C  | T  | C  | T  | C  | T  | C  | T  | T  | C  | T  | C  | T  |
| Risultato | V | N | P | V | P | V | N | N | V | V  | V  | V  | V  | V  | V  | V  | N  | V  | V  | V  | N  | V  | V  | V  | V  | V  | P  | V  | V  | P  | P  | P  | N  | P  | V  | V  | V  | P  |
| Posizione | 1 | 4 | 9 | 5 | 9 | 6 | 6 | 7 | 6 | 5  | 4  | 3  | 3  | 3  | 3  | 3  | 3  | 3  | 3  | 3  | 3  | 3  | 3  | 2  | 2  | 2  | 2  | 2  | 2  | 2  | 2  | 2  | 4  | 4  | 4  | 3  | 3  | 4  |

Fonte:  Serie A – Classifiche, su sport.sky.it, Sky Sport. URL consultato l'11 luglio 2019 (archiviato dall'url originale l'11 settembre 2014).
Legenda:

Luogo: C = Casa; T = Trasferta. Risultato: V = Vittoria; N = Pareggio; P = Sconfitta.

### Statistiche dei giocatori
Nel conteggio delle reti realizzate si aggiungano due autoreti a favore in campionato.
Sono in corsivo i giocatori che hanno lasciato la società a stagione in corso.
| Giocatore           | Serie A  | Serie A | Serie A     | Serie A    | Coppa Italia | Coppa Italia | Coppa Italia | Coppa Italia | UEFA Europa League | UEFA Europa League | UEFA Europa League | UEFA Europa League | Supercoppa italiana | Supercoppa italiana | Supercoppa italiana | Supercoppa italiana | Totale   | Totale | Totale      | Totale     |
| Giocatore           | Presenze | Reti    | Ammonizioni | Espulsioni | Presenze     | Reti         | Ammonizioni  | Espulsioni   | Presenze           | Reti               | Ammonizioni        | Espulsioni         | Presenze            | Reti                | Ammonizioni         | Espulsioni          | Presenze | Reti   | Ammonizioni | Espulsioni |
| ------------------- | -------- | ------- | ----------- | ---------- | ------------ | ------------ | ------------ | ------------ | ------------------ | ------------------ | ------------------ | ------------------ | ------------------- | ------------------- | ------------------- | ------------------- | -------- | ------ | ----------- | ---------- |
| F. Acerbi           | 36       | 2       | 4           | 0          | 2            | 0            | 1            | 0            | 6                  | 0                  | 0                  | 0                  | 1                   | 0                   | 0                   | 0                   | 45       | 2      | 5           | 0          |
| B. Adekanye         | 11       | 1       | 1           | 0          | 1            | 0            | 0            | 0            | 3                  | 0                  | 1                  | 0                  | -                   | -                   | -                   | -                   | 15       | 1      | 2           | 0          |
| A. Anderson         | 6        | 0       | 0           | 0          | 1            | 0            | 0            | 0            | -                  | -                  | -                  | -                  | -                   | -                   | -                   | -                   | 7        | 0      | 0           | 0          |
| D. Anderson         | 6        | 0       | 1           | 0          | 1            | 0            | 0            | 0            | -                  | -                  | -                  | -                  | -                   | -                   | -                   | -                   | 7        | 0      | 1           | 0          |
| N. Armini           | 1        | 0       | 0           | 0          | -            | -            | -            | -            | -                  | -                  | -                  | -                  | -                   | -                   | -                   | -                   | 1        | 0      | 0           | 0          |
| Bastos              | 16       | 1       | 4           | 0          | 1            | 1            | 0            | 0            | 5                  | 1                  | 1                  | 0                  | -                   | -                   | -                   | -                   | 22       | 3      | 5           | 0          |
| V. Berisha          | 3        | 0       | 0           | 0          | 1            | 0            | 0            | 0            | 4                  | 0                  | 0                  | 0                  | -                   | -                   | -                   | -                   | 8        | 0      | 0           | 0          |
| F. Caicedo          | 30       | 9       | 7           | 0          | 1            | 0            | 0            | 0            | 6                  | 0                  | 1                  | 0                  | 1                   | 0                   | 0                   | 0                   | 38       | 9      | 8           | 0          |
| T. Casasola         | -        | -       | -           | -          | -            | -            | -            | -            | -                  | -                  | -                  | -                  | -                   | -                   | -                   | -                   | -        | -      | -           | -          |
| D. Cataldi          | 21       | 1       | 3           | 0          | 1            | 0            | 0            | 0            | 5                  | 0                  | 4                  | 0                  | 1                   | 1                   | 1                   | 0                   | 28       | 2      | 8           | 0          |
| J. Correa           | 30       | 9       | 0           | 0          | 1            | 0            | 0            | 0            | 3                  | 1                  | 0                  | 0                  | 1                   | 0                   | 0                   | 0                   | 35       | 10     | 0           | 0          |
| R. Durmisi          | -        | -       | -           | -          | -            | -            | -            | -            | -                  | -                  | -                  | -                  | -                   | -                   | -                   | -                   | -        | -      | -           | -          |
| L. Falbo            | 1        | 0       | 0           | 0          | -            | -            | -            | -            | 1                  | 0                  | 0                  | 0                  | -                   | -                   | -                   | -                   | 2        | 0      | 0           | 0          |
| G. Guerrieri        | -        | -       | -           | -          | -            | -            | -            | -            | -                  | -                  | -                  | -                  | -                   | -                   | -                   | -                   | -        | -      | -           | -          |
| C. Immobile         | 37       | 36      | 8           | 0          | 2            | 1            | 0            | 0            | 4                  | 2                  | 0                  | 0                  | 1                   | 0                   | 0                   | 0                   | 44       | 39     | 8           | 0          |
| Jony                | 24       | 0       | 4           | 0          | 2            | 0            | 0            | 0            | 6                  | 0                  | 1                  | 0                  | -                   | -                   | -                   | -                   | 32       | 0      | 5           | 0          |
| Jorge Silva         | -        | -       | -           | -          | -            | -            | -            | -            | -                  | -                  | -                  | -                  | -                   | -                   | -                   | -                   | -        | -      | -           | -          |
| M. Lazzari          | 32       | 0       | 6           | 0          | 1            | 0            | 0            | 0            | 6                  | 1                  | 0                  | 0                  | 1                   | 0                   | 0                   | 0                   | 40       | 1      | 6           | 0          |
| L. Leiva            | 25       | 0       | 10          | 1          | 1            | 0            | 2            | 1            | 3                  | 0                  | 1                  | 0                  | 1                   | 0                   | 1                   | 0                   | 30       | 0      | 14          | 2          |
| Luis Alberto        | 36       | 6       | 5           | 0          | -            | -            | -            | -            | 4                  | 0                  | 1                  | 0                  | 1                   | 1                   | 1                   | 0                   | 41       | 7      | 7           | 0          |
| Luiz Felipe         | 26       | 1       | 6           | 0          | 2            | 0            | 1            | 0            | 1                  | 0                  | 0                  | 0                  | 1                   | 0                   | 0                   | 0                   | 30       | 1      | 7           | 0          |
| J. Lukaku           | 13       | 0       | 2           | 0          | -            | -            | -            | -            | -                  | -                  | -                  | -                  | -                   | -                   | -                   | -                   | 13       | 0      | 2           | 0          |
| S. Lulić            | 20       | 0       | 6           | 0          | 1            | 0            | 0            | 0            | 5                  | 0                  | 0                  | 0                  | 1                   | 1                   | 0                   | 0                   | 27       | 1      | 6           | 0          |
| A. Marušić          | 15       | 2       | 3           | 0          | -            | -            | -            | -            | -                  | -                  | -                  | -                  | -                   | -                   | -                   | -                   | 15       | 2      | 3           | 0          |
| S. Milinković-Savić | 37       | 7       | 9           | 0          | 1            | 0            | 0            | 0            | 4                  | 1                  | 1                  | 0                  | 1                   | 0                   | 0                   | 0                   | 43       | 8      | 10          | 0          |
| J. Minala           | -        | -       | -           | -          | 1            | 0            | 0            | 0            | -                  | -                  | -                  | -                  | -                   | -                   | -                   | -                   | 1        | 0      | 0           | 0          |
| R. Moro             | 1        | 0       | 0           | 0          | -            | -            | -            | -            | -                  | -                  | -                  | -                  | -                   | -                   | -                   | -                   | 1        | 0      | 0           | 0          |
| M. Parolo           | 29       | 1       | 8           | 0          | 2            | 1            | 0            | 0            | 5                  | 0                  | 0                  | 0                  | 1                   | 0                   | 0                   | 0                   | 37       | 2      | 8           | 0          |
| Patric              | 21       | 0       | 2           | 1          | 2            | 1            | 0            | 0            | 1                  | 0                  | 0                  | 0                  | -                   | -                   | -                   | -                   | 24       | 1      | 2           | 1          |
| S. Proto            | -        | -       | -           | -          | 1            | 0            | 0            | 0            | 2                  | -2                 | 0                  | 0                  | -                   | -                   | -                   | -                   | 3        | -2     | 0           | 0          |
| Ș. Radu             | 29       | 1       | 8           | 0          | 1            | 0            | 0            | 0            | -                  | -                  | -                  | -                  | 1                   | 0                   | 0                   | 0                   | 31       | 1      | 8           | 0          |
| T. Strakosha        | 38       | -42     | 2           | 0          | 1            | -1           | 0            | 0            | 4                  | -7                 | 0                  | 0                  | 1                   | -1                  | 0                   | 0                   | 44       | -51    | 2           | 0          |
| D. Vavro            | 11       | 0       | 0           | 1          | -            | -            | -            | -            | 6                  | 0                  | 0                  | 0                  | -                   | -                   | -                   | -                   | 17       | 0      | 0           | 1          |